# 赵风楼
赵风楼（1958年4月—），男，汉族，河北武安人，中华人民共和国政治人物。河北大学经济系计划统计专业毕业，北京大学城市与环境学系区域经济学硕士研究生学历。

## 生平
1984年加入中国共产党。历任河北省顾委办公厅秘书，中共河北省永年县委副书记、县长，临漳县委书记，邯郸市委常委、市委农工委书记、常务副市长，省扶贫开发领导小组办公室副主任，中国国际贸易促进委员会河北省分会（中国国际商会河北商会）会长等职。2011年1月任中共河北省承德市委副书记、代理市长，2月正式当选。